# Why Get Married?
Why Get Married? er en amerikansk stumfilm fra 1924 instrueret af Paul Cazeneuve.

## Medvirkende
- Andrée Lafayette som Marcia Wainright
- Jack Perrin som Jack Wainright
- Helen Ferguson som Janet Allen
- Bernard Randall som Rodney Strong
- Max Constant som James B. Allen
- William H. Turner som Mr. Carroll
- Orpha Alba som Mrs. Carroll
- Edwin B. Tilton som John Strong